# 일본국 헌법 제1조
일본국 헌법 제1조(일본어: 日本国憲法第1条)은 일본국 헌법 제1장 "천황"의 조문 중 하나이다. 천황의 지위와 국민주권에 대해 규정하고 있다.

## 조문
일본국 헌법 제1조
천황은 일본국의 상징이자 일본 국민 통합의 상징이며, 이 지위는 주권이 존재하는 일본 국민의 총의에 근거한다.

## 해설
일본국 헌법 제1조는 일본국 헌법의 첫 조항으로서 중요한 의의를 가진다. 이 규정은 천황에 대해 규정하는 제1장에 놓인 규정이지만, 그 내용은 천황이 "상징적" 지위에 있다는 것, 또 앞으로도 그렇게 존재할지의 여부는 오로지 주권이 있는 일본 국민의 총의에 따라 결정된다고 규정, 즉, 상징 천황제, 국민주권을 규정하고 있는 것이다. 일본국 헌법에는 "국민" 내지는 "국민주권"이라는 제목의 장은 없지만, 본 제1조 및 일본국 헌법 전문의 내용이 일본국 헌법의 이념적 지주 중 하나인 "국민주권"의 근거 조문이 되고 있다.
헌법 제3장에서의 국민(인권 향유 주체성)에 천황이 포함되는지에 대해서는 학설상 긍정설과 부정설이 대립하고 있다. 일반적으로 인정받고 있는 긍정설은 헌법상 국민은 "국가의 구성원"을 의미하기 때문에 당연히 천황도 여기에 포함되지만, 천황은 헌법상 상징·세습제라는 특별한 지위에 있으니 특례가 주어지고 있는 것이라고 해석한다. 한편 부정설은 헌법상 세습에 의한 황위를 정한 이상 천황 및 황족은 문벌에 따라 국민과는 구별된 존재이며 인권 향유의 주체가 아니라고 본다. 또 부정설 중에는 천황은 인권 향유의 주체는 아니지만 황족은 인권 향유의 주체에 해당된다는 학설도 있다. 그러나 학설상 긍정설이 정설로 인정받고 있다.
더욱이 천황의 지위를 "일본 국민의 총의에 입각한 것"으로 한 것은 포츠담 선언을 수락하는 것을 전제로 일본 정부가 의도한, 이른바 "국체수호(国体護持)"의 의향을 확인하기 위한 것인 "일본의 정체(政體)는 일본 국민이 자유롭게 표명하는 의사에 따라 결정된다"는 미국 정부의 성명과도 관련된 것이다.
헌법 제1장이 천황에 관한 조문인 점은 일본국 헌법 이전의 헌법인 일본 제국 헌법과도 공통된다. 일본 제국 헌법 제1조는 "대일본제국은 만세일계(万世一系)의 천황이 이를 통치한다"고 규정하고 있었다.
또한 일본 제국 헌법은 제4조에서 천황이 국가원수임을 규정하였지만 일본국 헌법에는 국가원수에 관한 규정이 없기 때문에, 천황을 국가원수로 볼 수 있을지에 대해서는 헌법 학설상 판단이 엇갈리고 있다.